# Поповка (Зубово-Полянский район)
Поповка — посёлок в Зубово-Полянском районе Мордовии России. Входит в состав Мордовско-Полянского сельского поселения.

## История
Основан в начале 1920-х годов переселенцами из села Булдыгино. В 1931 году состоял из 29 дворов.

## Население
| 2002 | 2010 |
| ---- | ---- |
| 192  | ↘169 |

Национальный состав
Согласно результатам Всероссийской переписи населения 2002 года, в национальной структуре населения мордва-мокша составляли 96 %.